# 덕 맥더맷

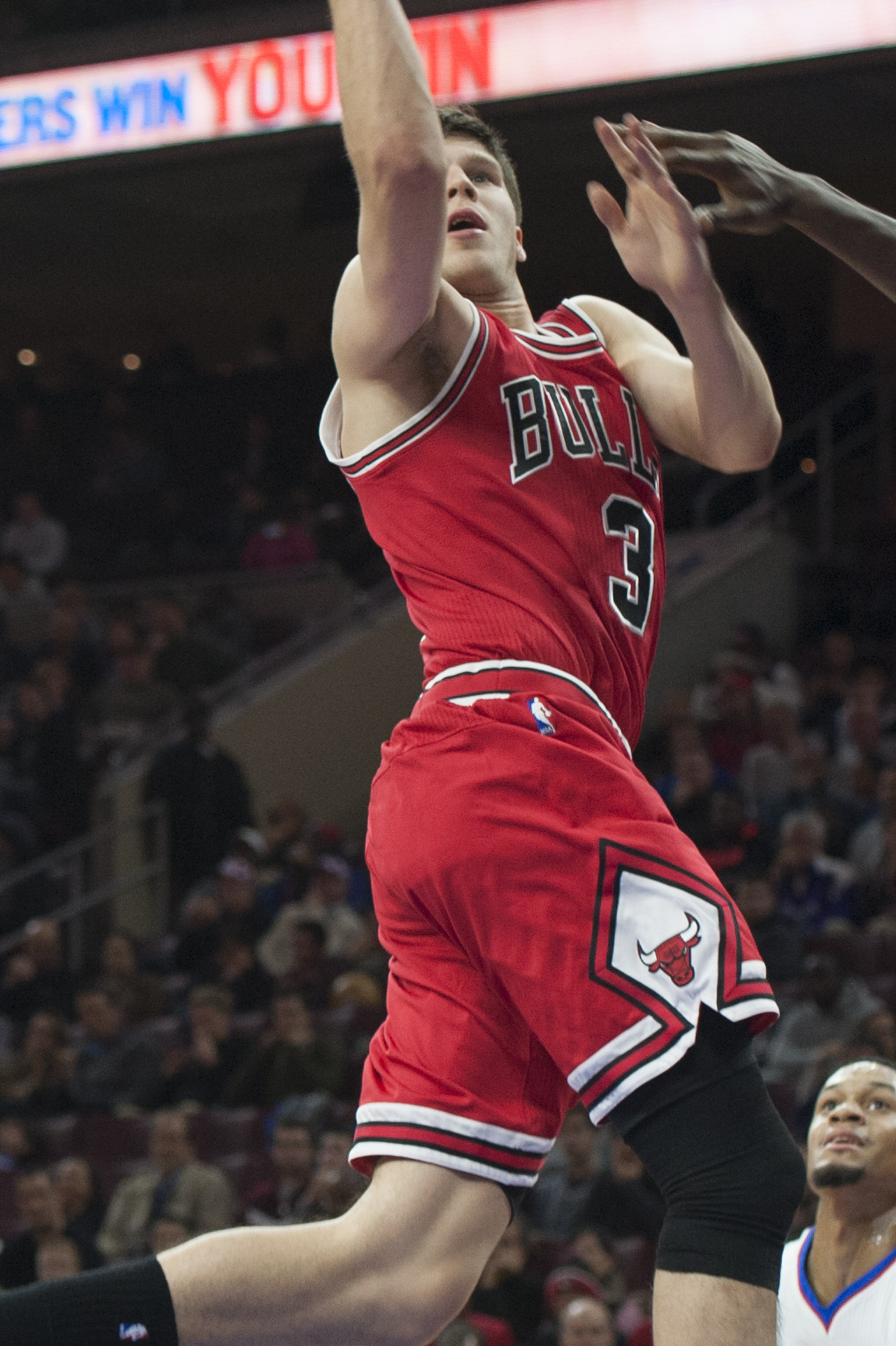

덕 맥더맷(Doug McDermott, 본명: 더글러스 리처드 맥더맷, Douglas Richard McDermott, 1992년 1월 3일 ~ )은 전미 농구 협회(NBA)의 인디애나 페이서스에서 마지막으로 뛰었던 미국 프로 농구 선수이다. 크레이튼 블루제이스에서 대학 농구를 하는 동안 맥더맷은 2013-14년 득점 부문에서 전국을 이끌었고 3번의 합의된 1군 올 아메리칸이었다. 2014년 4학년 때 올해의 컨센서스 국가대표 선수였으며, NCAA 디비전 I 남자 농구 역사상 5번째로 많은 득점을 기록하며 대학 생활을 마쳤다.
크레이튼을 졸업한 후 맥더맷은 2014년 NBA 드래프트에서 전체 11순위로 덴버 너기츠에 선정되었다. 시카고 불스로 트레이드되어 2017년 2월 오클라호마 시티 선더로 트레이드되기 전까지 불스에서 2시즌 반을 뛰었다. 맥더맷은 또한 뉴욕 닉스, 댈러스 매버릭스, 인디애나 페이서스, 샌안토니오 스퍼스에서도 뛰었다. 스몰 포워드인 맥더맷은 아웃사이드 슈팅으로 유명하다.
맥더맷은 크레이튼 코치 그레그 맥더맷의 아들이며 대학 시절 아버지의 코치를 받았다.